# Stromboli
Stromboli (Oldgræsk: Στρογγύλη, betydende "rund") er en aktiv vulkanø 
tilhørende den italienske øgruppe De Æoliske øer i det Tyrrhenske hav nord for Sicilien. Øen har ca. 400 indbyggere. Der er færgeforbindelse til de øvrige øer i øgruppen (evt. med omstigning i Lipari), til Milazzo på Sicilien og til Napoli. Det højeste punkt er 926 m.o.h.
Den 12
kvadratkilometer store ø er en
stratovulkan, der fra havdybder 
omkring 1.500 – 2.000 m rejser sig 
til 926 m over havniveau. 
Vulkankeglen er hovedsagelig 
dannet for ca. 15.000 år siden. 
Den tidligste vulkanske aktivitet,
der er registreret i øgruppen var 
fra omkring 1,3 millioner år siden.
Ifølge historiske kilder har Stromboli
været næsten konstant i udbrud de 
seneste 2.500 år, og den synes at have
været det i mindst 5.000 år. Selvom 
det meste af aktiviteten er meget
moderat, har der siden 1985 jævnligt 
været kraftige udbrud. Der forekommer 
dagligt mindre udbrud og seismisk aktivitet af moderat styrke. 
Stromboli havde voldsomme udbrud 
i 1907, 1912, 1919 og 1930. Stromboli 
er den mest aktive vulkan i Europa. 
I dag er det forbudt at bestige 
Stromboli uden en lokal guide. Stromboli er også 
kendt for sine udbrud med 10-45 minutters
mellemrum.
Stromboli blev sammen med de øvrige øer i øgruppen Æoliske øer i år 2000 optaget på UNESCOs verdensarvsliste på grund af øernes enestående geologi og natur.